# Glass cliff
Der Begriff Glass cliff (Gläserne Klippe) beschreibt das Phänomen, dass es wahrscheinlicher ist, dass Frauen in Abschwung- oder Krisenzeiten, wenn die Chance des Scheiterns am größten ist, eine Führungsrolle einnehmen.

## Ursprünge
Der Begriff wurde im Jahr 2005 von den britischen Professoren Michelle K. Ryan und Alexander Haslam von der University of Exeter, Großbritannien, geprägt. In einer Studie untersuchten sie die Performance von FTSE 100-Unternehmen vor und nach der Ernennung neuer Vorstandsmitglieder und stellten fest, dass Unternehmen, die Frauen in ihren Vorstand beriefen, wahrscheinlicher als andere in den letzten fünf Monaten eine konstant schlechte Leistung erzielt hatten. Ihre Arbeit entwickelten Ryan und Haslam schließlich bis zur Identifizierung eines Phänomens weiter, das als Glass cliff bekannt ist – ähnlich zum Konzept einer Gläsernen Decke, jedoch einbeziehend, dass die Gefahren der transparenten Kante der Klippe nicht wahrgenommen werden können, während bei der gläsernen Decke höhere Positionen innerhalb der Organisation gesehen werden können, aber nicht erreichbar sind. Durchbrechen weibliche Führungskräfte die gläserne Decke, werden sie häufiger auf solche Führungspositionen befördert, die als besonders unsicher gelten, beispielsweise in Krisenzeiten des Unternehmens. Ryan und Haslam beschreiben das Phänomen „Glass Cliff“ als Form der Diskriminierung. Seitdem hat sich der Begriff über die Unternehmenswelt hinaus auch auf Politik und andere Bereiche ausgeweitet.

## Überblick
Ryans und Haslams Forschungen haben gezeigt, dass Frauen, sobald sie die gläserne Decke durchbrochen haben und Führungspositionen einnehmen, oft Erfahrungen machen, die sich von denen ihrer männlichen Kollegen unterscheiden. Genauer gesagt ist es wahrscheinlicher, dass Frauen Positionen einnehmen, die prekär sind und ein höheres Risiko des Scheiterns bergen – entweder, weil sie mit der Leitung von Organisationen (oder Organisationseinheiten) betraut sind, die sich in einer Krise befinden, oder weil sie nicht über die für den Erfolg erforderlichen Ressourcen und Unterstützung verfügen.
Ryan und Haslam erweiterten die Metapher der Glasdecke und schufen den Begriff der „Glass cliff“, um auf eine Sturzgefahr hinzuweisen, die nicht ohne weiteres ersichtlich ist. Die Amtszeit Vorsitzender ist bei Unternehmen mit Schwierigkeiten typischerweise kürzer als bei stabilen Unternehmen.
Das Konzept des Glass cliff wurde auch verwendet, um die Diskriminierung von Führungskräften am Arbeitsplatz zu beschreiben, die Angehörige von Minderheiten oder Menschen mit Behinderung sind.
Das Phänomens der Glass cliff konnte im Bereich der Rechtswissenschaft nachgewiesen werden. Eine Studie aus dem Jahr 2006 ergab, dass Jurastudenten viel wahrscheinlicher einen Hochrisikofall einer weiblichen Chefjuristin zuordneten als einem männlichen. Eine Studie aus dem Jahr 2010 ergab, dass Studierende der britischen Politikwissenschaft eher einen männlichen Politiker auswählten, wenn dieser für einen sicheren Platz in einer Nachwahl kandidierte, und dass sie eher eine weibliche Kandidatin auswählten, wenn der Platz als schwer zu bekommen beschrieben wurde.
Andere Forschungen haben die Existenz des Phänomens der Glass cliffs nicht bestätigt. Eine Studie aus dem Jahr 2007 über die Unternehmensleistung vor der Ernennung Vorsitzender zeigte, dass weibliche Führungskräfte nicht eher für unsichere Führungspositionen ausgewählt werden als Männer.

## Erläuterung
Viele Theorien wurden entwickelt, um die Existenz der Glass cliffs zu erläutern.
Die Psychologieprofessorin Kristin J. Anderson der University of Houston sagt, dass Unternehmen Frauen Glass- cliff-Positionen anbieten können, weil sie Frauen als „verbrauchbarere und bessere Sündenböcke“ betrachten. Sie sagt, dass die Organisationen, die Frauen harte Jobs anbieten, glauben, dass sie so oder so gewinnen: Wenn die Frau erfolgreich ist, ist das Unternehmen besser dran. Wenn sie scheitert, ist das Unternehmen nicht schlechter dran, man kann ihr die Schuld geben, das Unternehmen erhält Anerkennung dafür, dass es egalitär und fortschrittlich war, und kann zu seiner früheren Praxis der Ernennung von Männern zurückkehren.
Haslam und Ryan sagen, ihre Studien zeigen, dass Menschen glauben, Frauen seien besser dafür geeignet, gestresste, unglückliche Unternehmen zu führen, weil sie als nährender, kreativer und intuitiver empfunden werden. Die Forscher argumentieren, dass von weiblichen Führungskräften nicht unbedingt erwartet werde, Situation zu verbessern, sondern als gute Personalleiter angesehen werden, die die Schuld für ein Versagen des Unternehmens tragen können.
Haslam sagt, weibliche Führungskräfte würden eher als Männer Glass-cliff-Positionen akzeptieren, weil sie keinen Zugang zu qualitativ hochwertigen Informationen und Unterstützung haben, die Führungskräfte normalerweise davor warnten. Die Professoren der Utah State University Ali Cook und Christy Glass sagen, Frauen und andere Minderheiten sähen riskante Jobangebote als die einzige Chance an, die sie wahrscheinlich bekommen würden.
Eine Studie aus dem Jahr 2007 ergab, dass weibliche Nachrichtenkonsumenten in Großbritannien eher akzeptierten, dass die Glass cliffs existieren und gefährlich und ungerecht für weibliche Führungskräfte seien, als männliche. Weibliche Studienteilnehmer führten die Existenz der Glass cliffs auf einen Mangel an anderen Möglichkeiten für weibliche Führungskräfte, Sexismus und gruppeninterner Günstlingswirtschaft der Männer zurück. Männliche Studienteilnehmer gaben an, dass Frauen für schwierige Führungsaufgaben oder strategische Entscheidungen weniger geeignet seien als Männer, oder dass die Glass cliffs nichts mit dem Geschlecht zu tun hätten.

## Implikationen für weibliche Führungskräfte
Glass-cliff-Positionen riskieren den Ruf und die Karriereaussichten von Frauen zu schädigen, denn wenn es einem Unternehmen schlecht geht, neigen die Menschen dazu, seine Führung zu beschuldigen, ohne situative oder kontextuelle Variablen zu berücksichtigen. Forscher haben festgestellt, dass es für weibliche Führungskräfte schwieriger als für männliche sei, zweite Chancen zu erhalten, wenn sie versagt haben, weil sie weniger Mentoren und Sponsoren und weniger Zugang zu einem schützenden „Old Boys’ Netzwerk“ haben.
Einige Forscher argumentieren jedoch, dass Unternehmen in schlechten Situationen mehr Möglichkeiten für Macht und Einfluss bieten als stabile Unternehmen.